# 小豆島町
小豆島町（日语：／ Shōdoshima chō */?）是日本香川縣轄下的一町。轄區主要位於小豆島東南部。是日本最早栽種橄欖的地方。

## 地理
- 山：嶮岨山、飯神山、段山、白浜山、大麻山
- 池：中山池、新中山池
- 水壩：殿川水壩
- 島：辯天島、花寿波島

## 历史
應神天皇時代屬於吉備國兒島郡，吉備國被拆分後，屬於備前國。平安時代初期至南北朝時代時是日本皇室的御領地。
南北朝爭亂期間，由細川氏佔領，直到江戶時代先後成為豐臣氏和江戶幕府的天領，1830年後部分地區又成為德川家親藩津山藩的領地。
明治維新後，先後隸屬倉敷縣（現已被拆分併入岡山縣和廣島縣）、津山縣（現已被合併為岡山縣的一部分）、丸龜縣（現已被合併為香川縣的一部分）、北條縣（現已被合併為岡山縣的一部分）、名東縣（現已被拆分成為德島縣、香川縣，並有部分地區被併入兵庫縣）、愛媛縣，最終屬於現在的香川縣。

### 沿革
- 1890年2月15日：實施町村制，現在的轄區在當時分屬小豆郡池田村、二生村、三都村、西村、安田村、苗羽村、草壁村、坂手村、福田村。
- 1917年1月1日：草壁村改制為草壁町。
- 1929年5月5日：池田村改制為池田町。
- 1951年4月1日：西村、草壁町、安田村、苗羽村、坂手村合併為內海町。
- 1954年10月1日：池田町、二生村、三都村合併為新設置的池田町。
- 1957年3月31日：內海町和福田村合併為新設置的內海町。
- 2006年3月21日：池田町和內海町合併為小豆島町。[3]

### 變遷表
| 1890年2月15日 | 1890年 - 1926年     | 1926年 - 1954年     | 1926年 - 1954年            | 1955年 - 1989年            | 1989年 - 現在                | 現在                         |
| ------------- | ------------------- | ------------------- | -------------------------- | -------------------------- | ---------------------------- | ---------------------------- |
| 池田村        | 池田村              | 1929年5月5日 池田町 | 1954年10月1日 合併為池田町 | 1954年10月1日 合併為池田町 | 2006年3月21日 合併為小豆島町 | 2006年3月21日 合併為小豆島町 |
| 二生村        |                     |                     | 1954年10月1日 合併為池田町 | 1954年10月1日 合併為池田町 | 2006年3月21日 合併為小豆島町 | 2006年3月21日 合併為小豆島町 |
| 三都村        |                     |                     | 1954年10月1日 合併為池田町 | 1954年10月1日 合併為池田町 | 2006年3月21日 合併為小豆島町 | 2006年3月21日 合併為小豆島町 |
| 西村          | 西村                | 西村                | 1951年4月1日 合併為內海町  | 1957年3月31日 合併為內海町 | 2006年3月21日 合併為小豆島町 | 2006年3月21日 合併為小豆島町 |
| 安田村        |                     |                     | 1951年4月1日 合併為內海町  | 1957年3月31日 合併為內海町 | 2006年3月21日 合併為小豆島町 | 2006年3月21日 合併為小豆島町 |
| 苗羽村        |                     |                     | 1951年4月1日 合併為內海町  | 1957年3月31日 合併為內海町 | 2006年3月21日 合併為小豆島町 | 2006年3月21日 合併為小豆島町 |
| 草壁村        | 1917年1月1日 草壁町 | 1917年1月1日 草壁町 | 1951年4月1日 合併為內海町  | 1957年3月31日 合併為內海町 | 2006年3月21日 合併為小豆島町 | 2006年3月21日 合併為小豆島町 |
| 坂手村        |                     |                     | 1951年4月1日 合併為內海町  | 1957年3月31日 合併為內海町 | 2006年3月21日 合併為小豆島町 | 2006年3月21日 合併為小豆島町 |
| 福田村        |                     |                     |                            | 1957年3月31日 合併為內海町 | 2006年3月21日 合併為小豆島町 | 2006年3月21日 合併為小豆島町 |

## 交通

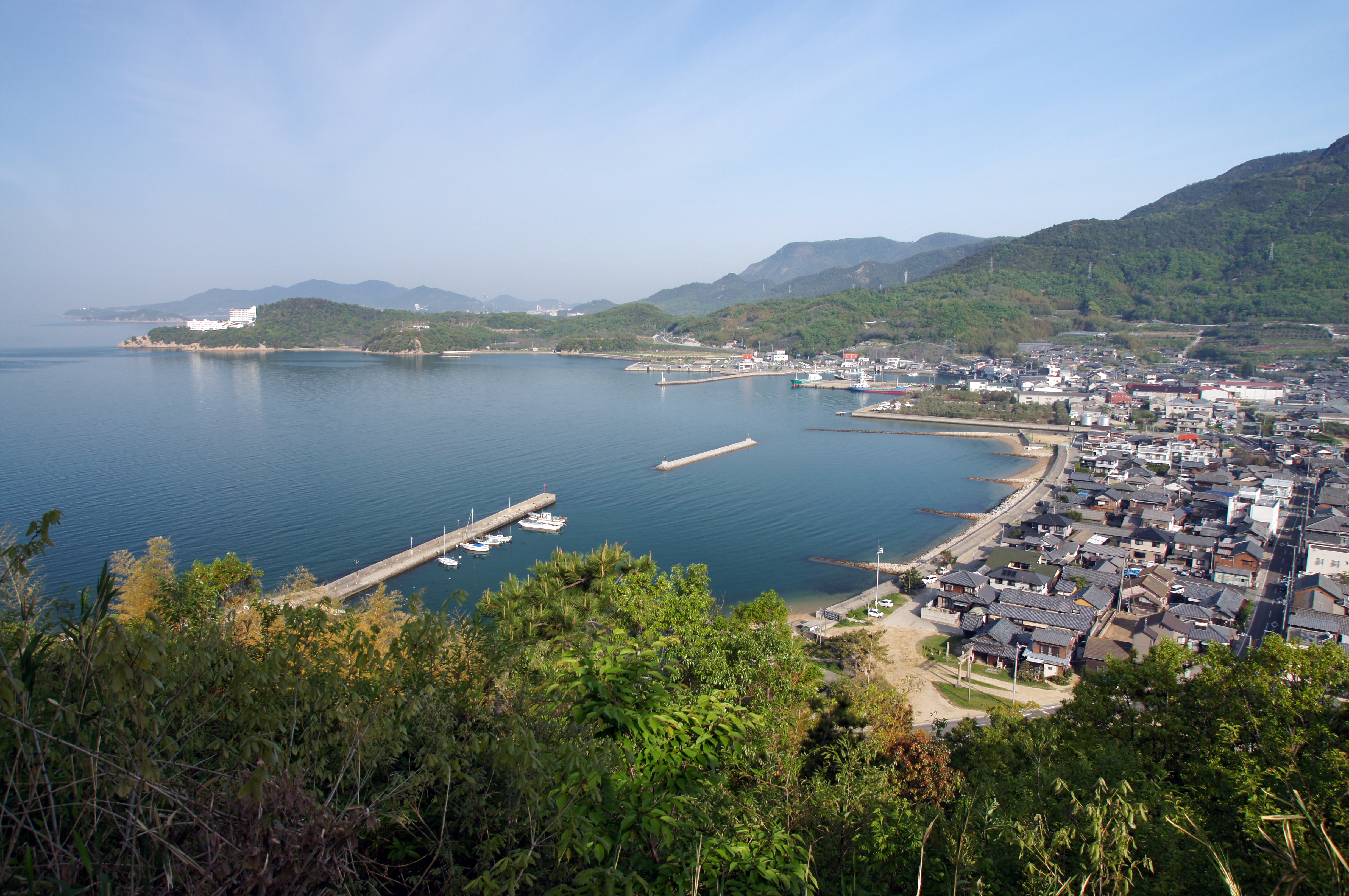
池田港

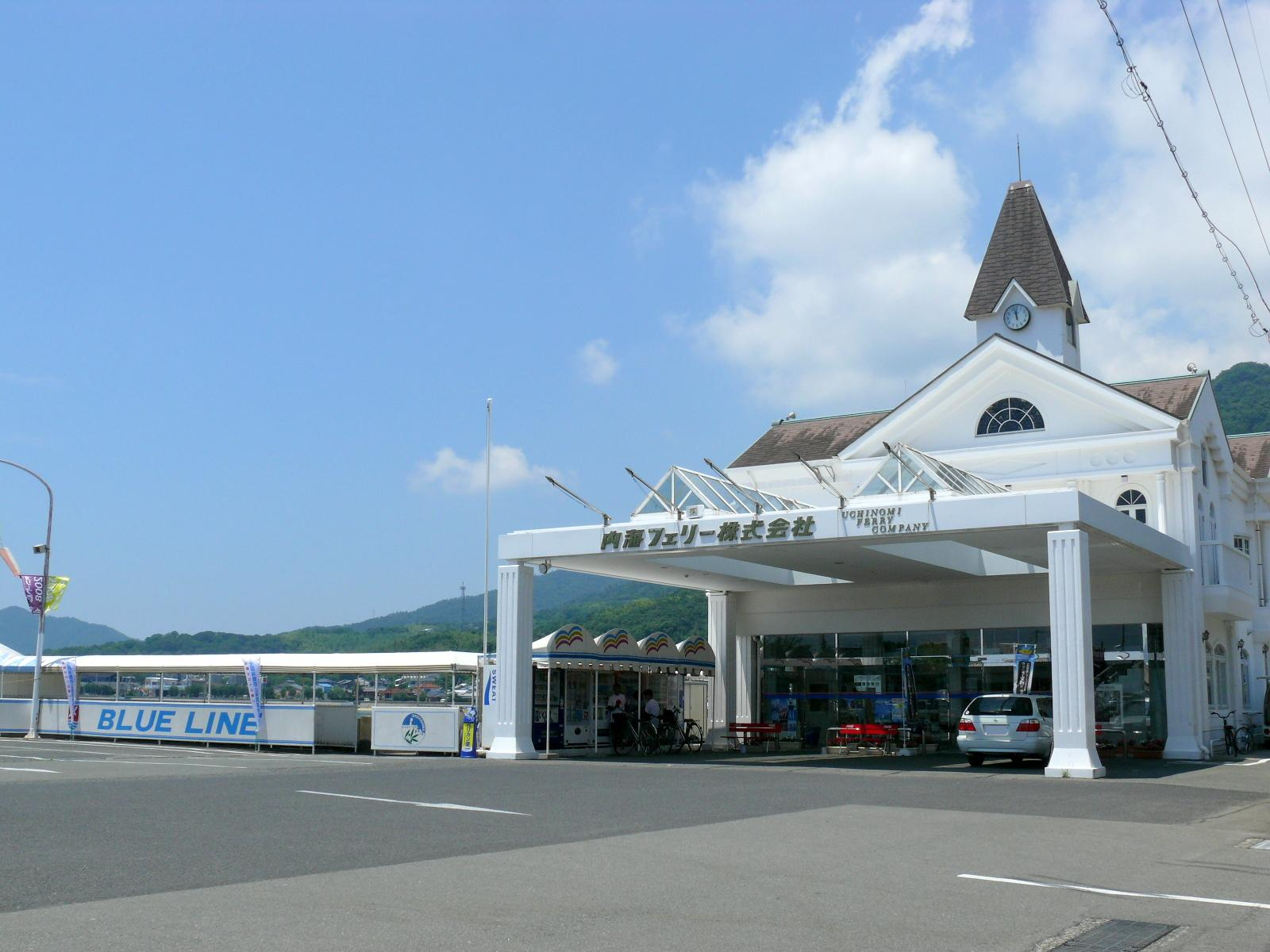
草壁港

### 纜車
- 寒霞溪纜車

### 渡輪
- Jumbo渡輪
  - 坂手港 - 神戶港
- 內海渡輪
  - 草壁港 - 高松港
- 小豆島急行渡輪
  - 福田港 - 姫路港
- 小豆島國際渡輪
  - 池田港 - 高松港

## 觀光資源
- 中山的千枚田（日本梯田百選）

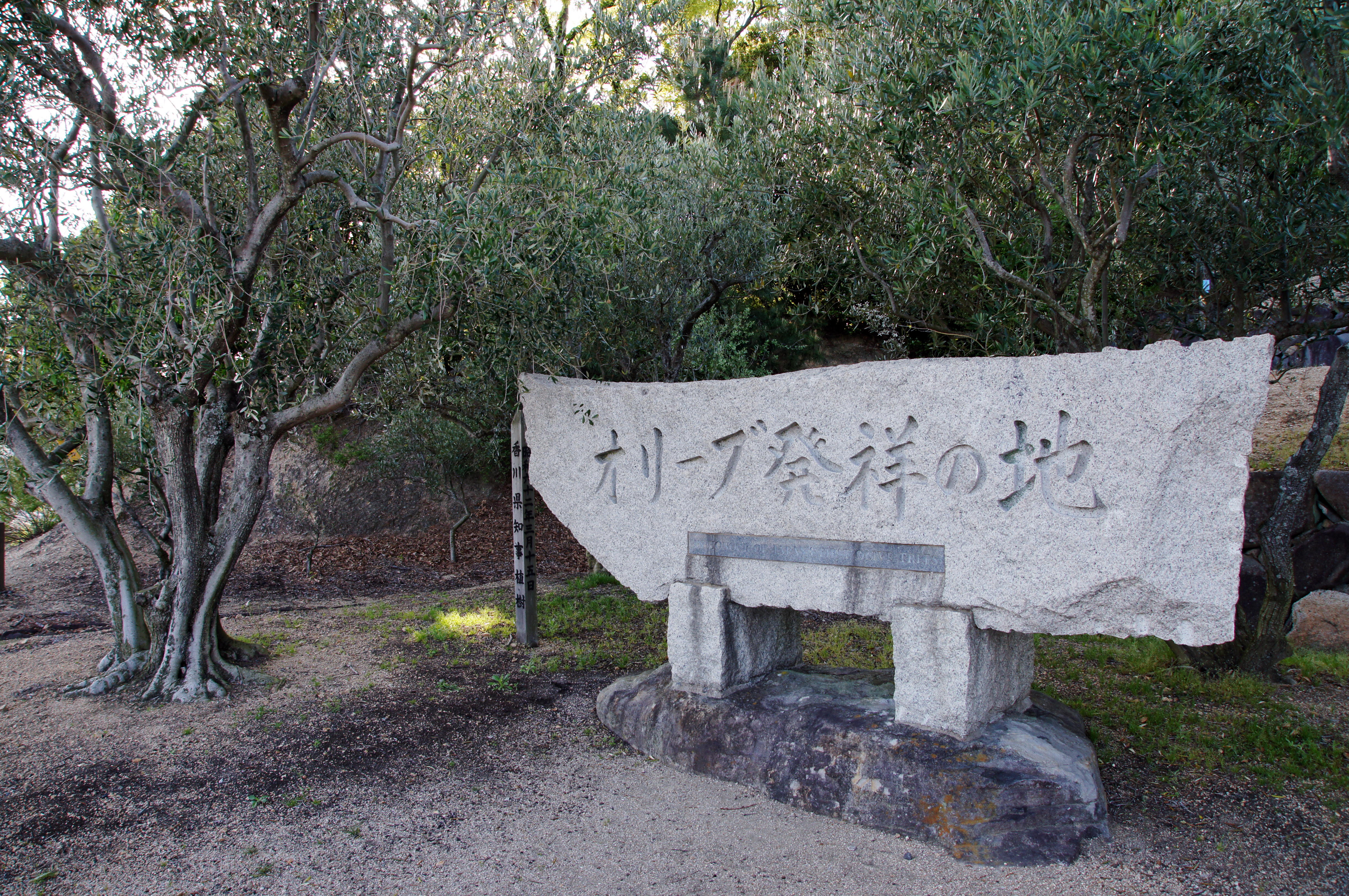
小豆島橄欖公園

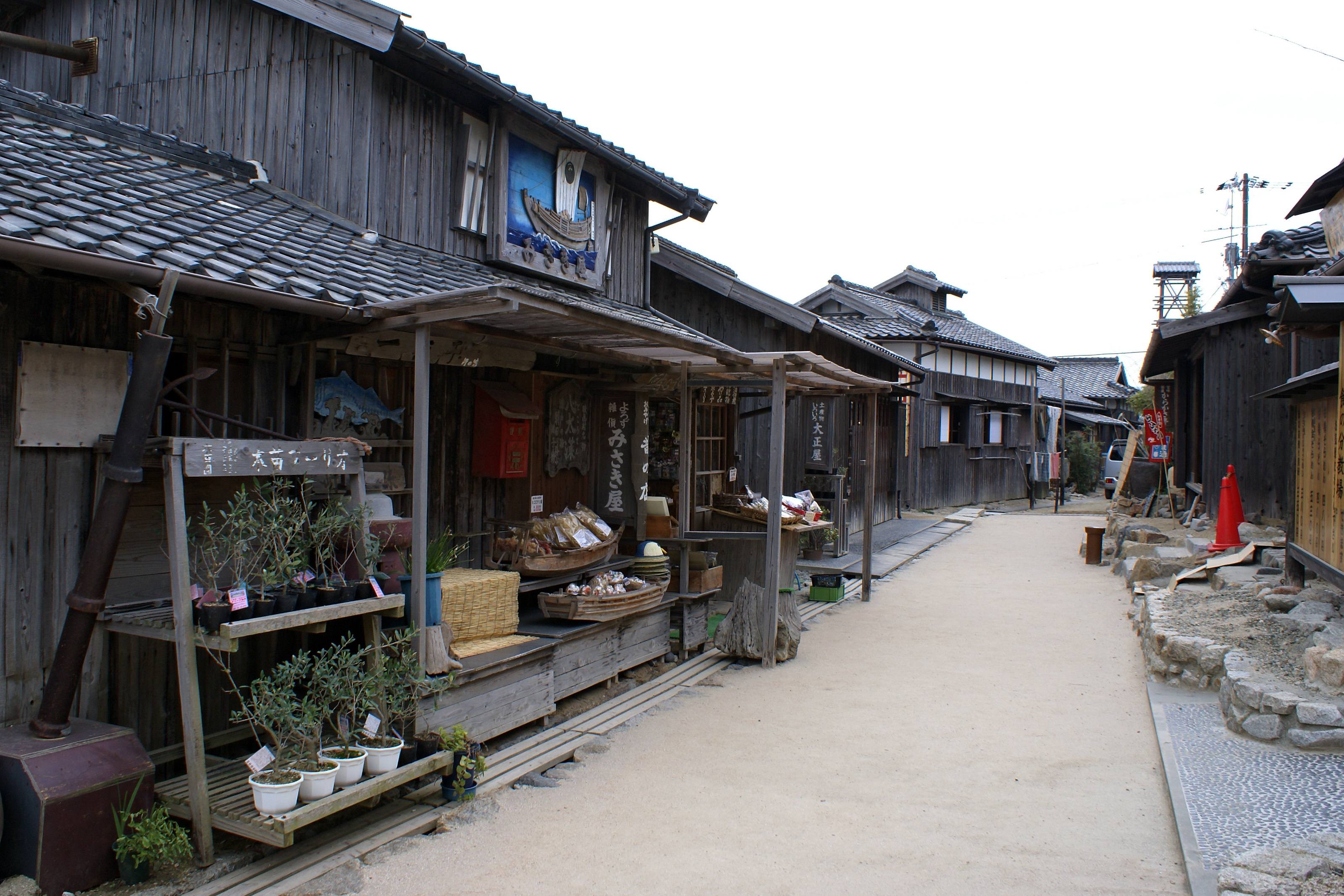
二十四之瞳電影村

- 春日神社 （中山農村歌舞伎、10月に開催）
- 寒霞溪（日本三大奇勝之一）
- 地藏崎燈塔（四國十景、讚岐百景）
- 星城遺址（位於小豆島最高峰，建於南北朝時代）
- 小豆島橄欖公園
- 二十四之瞳電影村
- 壺井榮文學館
- 苗羽小學校田浦分校（舊田浦尋常小学校，為電影二十四之瞳的拍攝場景、建於1902年）
- 四方指展望台

## 教育
高等學校
- 香川縣立小豆島高等學校

## 姊妹、友好都市
- 米洛斯島（希腊愛琴海）
1989年10月8日締結為姊妹島。

## 本地出身之名人
- 壺井榮：小說家、詩人
- 黑島傳治：小說家
- 伊藤君子：爵士歌手
- 石倉三郎：演員
- 石床幹雄：前職業棒球選手
- 兒玉廣志：競輪選手
- 關口將平：職業棒球選手
- 木下尚慈：企業家
- 琴勇輝一巖：大相撲力士

## 外部連結
- （日語） 小豆島觀光協會 （页面存档备份，存于）